# Rance (affluent du Célé)
Pour les articles homonymes, voir Rance.
La Rance est une rivière française qui coule dans le département du Cantal. Elle est le principal affluent du Célé, et donc un sous-affluent de la Garonne, par le Lot.

## Géographie
La Rance (Alrancia en 1301) naît dans la région du Massif central appelée Châtaigneraie et sur le territoire de la commune de Lacapelle-del-Fraisse située à une quinzaine de kilomètres au sud d'Aurillac. Son cours est orienté d'une manière générale du nord-est vers le sud-ouest. Après un parcours de près de 35,8 km de longueur, elle se jette en rive droite dans le Célé sur la commune de Maurs.

## Département et communes traversés
- Cantal : Lacapelle-del-Fraisse, Marcolès, Vitrac, Boisset, Maurs, Leynhac, Saint-Étienne-de-Maurs, Sansac-Veinazès

## Principaux affluents
- Ruisseau de Labouygues : 8,6 km
- Ruisseau de Leynhaguet : 7,6 km
- le Moulègre : 20 km
- l'Anès : 17,1 km
- Ruisseau de Nivolis : 8,4 km
- Ruisseau d'Arcombe : 7,3 km

## Hydrologie
Le débit de la Rance a été observé sur 7 ans (entre 1997 et 2008), à Maurs, localité située peu en amont de son confluent avec le Célé. La surface prise en compte est de 237 km2, ce qui correspond à la quasi-totalité du bassin versant de la rivière.
Le module de la rivière à Maurs était de 3,10 m3/s.
La Rance présente des fluctuations saisonnières de débit bien marquées. Les hautes eaux se déroulent en hiver et au printemps, et se caractérisent par des débits mensuels moyens allant de 4,32 à 5,19 m3/s, de décembre à avril inclus (avec un maximum de janvier à mars). À partir du mois de mai, le débit baisse rapidement jusqu'aux basses eaux d'été qui ont lieu de juillet à septembre, entraînant une baisse du débit mensuel moyen atteignant 1,03 m3/s au mois d'août, ce qui reste assez confortable, il est vrai. Mais ce sont des moyennes mensuelles, et celles-ci occultent des fluctuations bien plus prononcées sur de courtes périodes ou selon les années.
Les crues de la Rance peuvent être importantes, proportionnellement bien sûr à la taille de son bassin versant. La série des QIX n'a pas été établie, étant donné la trop courte durée d'observation des débits.
Le débit instantané maximal enregistré à Maurs a été de 96,8 m3/s le 3 décembre 2003, tandis que le débit journalier maximal était de 49,7 m3/s le 13 janvier 2004.
La Rance est une rivière abondante. La lame d'eau écoulée dans son bassin versant est de 412 millimètres annuellement, ce qui est nettement supérieur à la moyenne d'ensemble de la France tous bassins confondus (320 millimètres). C'est aussi supérieur à la moyenne du bassin de la Garonne (384 millimètres). Le débit spécifique (ou Qsp) atteint de ce fait le chiffre solide de 13,1 litres par seconde et par kilomètre carré de bassin.